# Deprez Basin
Koordinaten: 68° 30′ S, 78° 12′ O
Das Deprez Basin ist ein nahezu kreisrundes und 13 m tiefes Becken mit einem Durchmesser von rund 400 m an der Ingrid-Christensen-Küste des ostantarktischen Prinzessin-Elisabeth-Lands. In den Vestfoldbergen grenzt es an Partizan Island. Über eine flache und etwa 40 m breite Furt besteht eine Verbindung zum direkt benachbarten Langnes-Fjord. Ab einer Tiefe von 6 m ist das meromiktische Gewässer anoxisch. Der Saltzgehalt nimmt von 13 Gramm pro Liter an der Oberfläche bis auf 120 Gramm pro Liter am Boden zu. 
Das Antarctic Names Committee of Australia benannte das Becken 1995 nach dem Limnologen Patrick Deprez, der 1984 zur Winterbesetzung auf der Davis-Station gehört hatte.